# Liste der Kinos in Berlin-Wedding
Die Liste der Kinos in Berlin-Wedding gibt eine Übersicht aller Kinos, die im heutigen Berliner Ortsteil Wedding existiert haben und noch existieren. Die Liste wurde nach Angaben aus den Recherchen im Kino-Wiki aufgebaut und mit Zusammenhängen der Berliner Kinogeschichte aus weiteren historischen und aktuellen Bezügen verknüpft. Sie spiegelt den Stand der in Berlin jemals vorhanden gewesenen Filmvorführeinrichtungen als auch die Situation im Januar 2020 wider. Danach gibt es in Berlin 92 Spielstätten, was Platz eins in Deutschland bedeutet, gefolgt von München (38), Hamburg (28), Dresden (18) sowie Köln und Stuttgart (je 17). 
Gleichzeitig ist diese Zusammenstellung ein Teil der Listen aller Berliner Kinos und der Ortsteillisten.

## Die Kinos in alphabetischer Folge
| Name/Lage                                                | Adresse                                | Bestand       | Beschreibung + Bild |
| -------------------------------------------------------- | -------------------------------------- | ------------- | --- |
| L’Aiglon (Adlerchen) (Lage)                              | Kurt-Schumacher-Damm 121               | 1954–1993     | Das Kino entstand 1954 auf Grundlage eines von der französischen Besatzungsmacht ausgeschriebenen Wettbewerbs nach Plänen des Architekten Hans Wolff-Grohmann (1903–2000). Er entwarf einen Baukomplex aus Kino und Hotel in Stahlbeton. Bestimmendes architektonisches Merkmal sind eine große leicht konkave Glasfront und ein vorgelagerter geschwungener Eingangsbereich, der Hotel und Kino verbindet. Das Kino war von 1954 bis 1993 in Betrieb. Seit den 2010er Jahren dient es als Gästehaus. Das Kino gehört zum denkmalgeschützten Komplex der Julius-Leber-Kaserne. |
| Alhambra (Apollo) (Lage)                                 | Seestraße 94 / Müllerstraße 136        | seit 1912     | Das Kino geht auf einen Vorgängerbau von 1916 zurück und ist das letzte der einst zahlreichen Kinos an der Müllerstraße im Wedding. Das heutige Multiplex-Kino an diesem Standort entstand von 1999 bis 2002. Es hat 1500 Sitzplätze und sieben Leinwände. 1916 baute Familie Wegenstein an der Stelle des Restaurants Sachon unter dem Namen Apollo ein eigenes Kinogebäude. 1921 bauten die Wegensteins das Kino aus und nannten es in Alhambra um. Im Zweiten Weltkrieg wurde das Kino schwer zerstört. 1953 erfolgte ein Abriss der Reste und ein Neubau nach Plänen von Hans Bielenberg und Helmut Ollk. Beide Kinos hatten je einen Saal mit einer Leinwand. Das Kino von 1953 hatte 400 Sitzplätze und ein kleines Konzertpodium. 1999 wurde das Gebäude wiederum abgerissen, um einem modernen Multiplex-Kino mit sieben Leinwänden Platz zu machen, der den Namen Alhambra Cine-Eck trug. Der damalige Eigentümer finanzierte den 14-Millionen-DM-Neubau über einen Kredit, den er langfristig nicht decken konnte. Bis 1998 befand sich das Kino im Besitz der Familie Wegenstein. Der letzte Wegenstein, dem das Kino gehörte, Leopold Wegenstein, hatte das Alhambra 1981 übernommen. Dieser musste allerdings aufgrund der Spätfolgen des Multiplex-Neubaues 2003 Insolvenz anmelden und das Kino verkaufen. 2004 kam das Kino unter Zwangsverwaltung, 2008 wurde es schließlich zwangsversteigert. Betreiber ist seit 2005 die To the movies GmbH aus Berlin-Neukölln, die sich in der Cineplex-Gruppe organisiert hat. Seitdem heißt das Kino Cineplex Alhambra. Mittlerweile gehört ihr das Gebäude auch. Angesichts der Bevölkerungsstruktur des Weddings zeigt das Kino auch regelmäßig türkische und arabische Filme in der Originalversion. |
| Alhambra Too (Lage)                                      | Triftstraße 67                         | 1996–2002     | Am 7. November 1996 eröffnete der Besitzer des Alhambra Müllerstraße, Leopold Wegenstein, das „Alhambra Too“ am Sparrplatz in der Triftstraße 67. Das Kino sollte das Alhambra, das zu dieser Zeit nur über einen Saal verfügte, ergänzen. Durch den zwischenzeitlich erfolgten Umbau des Cineplex Alhambra, das im Mai 2002 eröffnete, war der Betrieb nicht mehr erforderlich, weshalb das Kino im März 2002 wieder schloss. Heute befindet sich dort die Brauerei Eschenbräu. |
| Amor-Lichtspiele (Lage)                                  | Torfstraße 28a                         | 1913–1919     | Das Kino in der Torfstraße 28a soll von 1913 bis 1919 existiert haben. |
| Autokino (auf dem Festplatz) (Lage)                      | Kurt-Schumacher-Damm 207               | seit 2003     | Nach den vier Berliner Autokinos der 1960er bis 1980er Jahre wurde 2003 wieder ein solches vom Kinoveranstalter Henry Musch aus Sassnitz auf dem „Zentralen Festplatz“ eingerichtet. Anfangs für 130 Autos sind aktuell (Stand: 2016) 250 Pkw angegeben. Die Leinwand hat eine Größe von 11 m × 18 m, mit Stereoton auf das Autoradio und Bildprojektion in Digital 4K erfolgt die Darbietung. Die Spielzeit aktueller Filme dauert von März bis Oktober. Die Platzumgebung beruht auf den Möglichkeiten des Festplatzes am Kurt-Schumacher-Damm, der durch die Deutsch-Französischen Volksfeste bekannt wurde. Der direkte Anschluss zur A 111, niveaugleiche Fahrwege, vier Rolltoranlagen, Stromversorgung und Beleuchtung ermöglichen auch andere Veranstaltungen. Initiator des Autokinos war seit 2009 die SSF Autokino Berlin GmbH (Dennis-Gabor-Straße 2, Potsdam). Als diese nach Schönefeld umzog, übernahm 2015 die „Bärliner Autokino GmbH“ den Spielbetrieb. |
| City Kino Wedding im Centre Français de Berlin (Lage)    | Müllerstraße 74                        | seit 1996     | Das Kino im Centre Français de Berlin befindet sich in einem Mehrzwecksaal im 1961 errichteten Centre Culturel Français. Das Gebäude ist ein gelistetes Baudenkmal. Dieser wurde seit seiner Eröffnung für Kulturveranstaltungen, Theateraufführungen und Filmvorführungen benutzt. Regelmäßig fanden hier auch Gratisfilmvorstellungen für ein deutsches Publikum statt. Nach Abzug der französischen Truppen wurde der Saal von 1996 bis 2007 als „City Wedding“ genutzt, danach war das Kino vorerst geschlossen. Kurzzeitig erfolgte 2009 unter dem Namen Eiffelturm-Kino im CFB noch einmal Kinobetrieb. Am 13. September 2014 eröffnete das „City Kino Wedding“ neu. Zunächst zeigte die Initiative „City Kino“ in einer Art Testphase alle zwei Wochen bis Ende des Jahres regelmäßig ausgewählte Filme zum kleinen Preis. Das Programmkino zeigt seit Januar 2015 jede Woche Donnerstag bis Sonntag ein liebevoll ausgewähltes Arthouseprogramm. |
| Excelsior-Lichtspiele (Lage)                             | Müllerstraße 137                       | 1912–1923     | Bereits 1912–1914 gab es kurzzeitig ein Kinematographen-Theater von J. Grund (zuvor 1910–1912: Brüsseler Straße 1) in der Müllerstraße 137 Ecke Seestraße 44. Danach war dort ein Fotograf ansässig. 1919 eröffneten die Excelsior-Lichtspiele, die aber auch nur bis 1923 bestanden. Es dürfte sich um ein Ladenkino gehandelt haben. Das Gebäude ist erhalten und verfügt über Ladengeschäfte im Erdgeschoss. |
| Fortuna-Lichtspiele (Lage)                               | Müllerstraße 12c                       | 1912–ca. 1943 | Das Kino an der Ecke Lindower Straße bestand angeblich seit 1912, in den Berliner Adressbüchern findet sich jedoch kein Eintrag dazu. Es wurde im Zweiten Weltkrieg ca. 1943 zerstört. Heute befinden sich dort flache Gewerbebauten, die demnächst abgerissen werden. |
| Gong-Lichtspiele (A.B.-Lichtspiele) (Lage)               | Liebenwalder Straße 26                 | 1953–1962     | 1953 eröffneten die Gong-Lichtspiele in der Liebenwalder Straße 26, die ab 1956 Conny-Lichtspiele und ab 1958 AB-Lichtspiele nach seinem Besitzer Alex Bayer genannt wurden. Kurzzeitig war das Kino 1956 auch „Liebenwalder Lichtspiele“ genannt worden. 1962 endete der Spielbetrieb. Vor Ende des Zweiten Weltkrieges gehörten die Gebäude der Osram GmbH. |
| Kammer-Lichtspiele (Nordstern-Lichtspiele) (Lage)        | Müllerstraße 65                        | 1919–1962     | Der Fleischermeister Otto Gerth war schon vor Eröffnung des Kinematographen-Theaters Eigentümer des Hauses Müllerstraße 65 Ecke Schöningstraße 24. Otto Gerth verstarb 1921. 1925 eröffneten die Kammer-Lichtspiele neu statt der Nordstern-Lichtspiele. Das Kino bestand bis 1962. Das Ladenkino am U-Bahnhof Rehberge wird heute als Ladengeschäft genutzt. |
| Kinematographentheater (Lage)                            | Seestraße 36                           | 1912–1917     | In der Seestraße 36 soll von 1912 bis 1927 ein Kino bestanden haben. In den Kinoadressbüchern finden sich jedoch nach 1917 keine Hinweise mehr. Es ist davon auszugehen, dass das Kino bereits 1917 schloss. |
| Kinematographentheater (Lage)                            | Togostraße 76                          | 1911–1913     | In der Togostraße 76 soll es kurzzeitig ein Kinematographentheater gegeben haben. Im Berliner Adressbuch finden sich 1912/1913 Hinweise darauf. Man findet dort ein Wohnhaus mit Ladeneinbau im Erdgeschoss. |
| Marga-Lichtspiele (Lage)                                 | Schulstraße 29                         | 1919–1994     | Vor dem Kino befand sich in der Schulstraße 29 das Wedding-Casino von Franz Gleinert. Die Marga-Lichtspiele wurden 1919 eröffnet und bestanden als Kino bis 1976. Architekt für den Einbau des Kinos war 1919 E. Damero, die Erweiterung 1925 fand durch Caspar Werner statt. Nach 1976 wurde daraus eine Tabledance-Bar mit Pornokino, die bis ca. 1995 betrieben wurde. Heute befindet sich dort eine Karaoke-Bar. „Paul Neumann stieß bereits im Kriegsjahr 1914 zur Filmbranche und eröffnete in Berlin seine Apollo-Lichtspiele in der Belforter Straße. Fünf Jahre später suchte er einen größeren Wirkungskreis und erwarb die Marga-Lichtspiele im Norden Berlins, ein Haus mit 433 Plätzen, das noch heute in seinem Besitz ist. Paul Neumann steht als Filmtheaterbesitzer im 44. Berufsjahr und zählt zu den ‚alten Hasen‘ der Viersektoren- und ehemaligen Reichshauptstadt.“ (Der neue Film 40/1957) |
| Mercedes-Palast (Ufa-Palast) (Lage)                      | Utrechter Straße 33                    | 1926–1962     | Der Mercedes-Palast wurde 1926 nach Plänen von Fritz Wilms auf den Grundmauern einer ehemaligen Eisengießerei erbaut, er verfügte über 1990 Parkett-Plätze. Nach dem Zweiten Weltkrieg wurde er weiterhin als Kino genutzt. Seit 1965 erfolgte die Nutzung als Supermarkt, 1987 wurde das Gebäude abgerissen. Betreiber war zu Beginn ab 1927 die „Mercedes-Palast-Lichtspieltheater G.m.b.H.“ und ab 1930 die „Ufa-Theater-Betriebs-G.m.b.H.“. Das Gebäude befand sich an der Utrechter Straße 33 (heute: 17–21) Ecke Turiner Straße 29/30 (heute: 25–29). Von 1933 bis 1947 trug die Utrechter Straße den Namen Wagnitzstraße, damit ging auch die Umbenennung des Kinos einher. 1945 wurde der Mercedes-Palast von Sojusintorgkino verwaltet. Das Kino verfügte anscheinend auch über eine Kinoorgel. |
| Metropol-Kino (Lage)                                     | Schulstraße 37                         | 1911–1919     | Das Metropol-Kino-Theater befand sich von 1911 bis 1919 in der Schulstraße 37. Heute befindet sich dort ein Wohnhaus. |
| Pamela-Lichtspiele (Lage)                                | Müllerstraße 156                       | 1952–1966     | Das Kino wurde vermutlich in einer kriegsbedingten Gebäudelücke errichtet. Die Pamela-Lichtspiele spielten von 1952 bis 1966. Heute befindet sich dort ein Ladengeschäft. |
| Pharus-Lichtspiele (Lage)                                | Müllerstraße 142                       | 1912–1943     | Das Gebäude gehörte der Bergschloßbrauerei AG aus der Wißmannstraße 31–42 in Berlin. Die Pharussäle wurden im Juli 1907 im Hof des Grundstücks eröffnet, ab 1912 fanden Filmvorführungen statt. Die Säle trugen auch den Namen „Prachtsäle des Nordens“ und waren auch Ort für politische Kundgebungen. Anfang 1940 wurden die Säle in eine Großkantine umgewandelt, bei einem Luftangriff Ende 1943 beschädigt und im Februar 1945 ganz zerstört. Auf dem Grundstück wurde 1960 ein Anbau der AOK errichtet. Nur das Vorderhaus ist noch erhalten. |
| Polo-Lichtspiele Tageskino (Walhalla-Lichtspiele) (Lage) | Chausseestraße 79                      | 1912–1961     | Die Polo-Lichtspiele bestanden von 1912 bis 1961 und befanden sich mit zuletzt 281 Sitzplätzen in der Chausseestraße 79 in der Nähe der U-Bahn-Grenzstation Reinickendorfer Straße und waren bis 1961 Grenzkino. Das lange schmale Kino im hinteren Seitenflügel befand sich gegenüber dem Hertie-Kaufhaus. |
| Scala-Filmtheater (Lage)                                 | Müllerstraße 53                        | 1954–1962     | In der Müllerstraße 53 befand sich zuvor die Gastwirtschaft „Oldenburger Hof“, das Haus gehörte in den 1920er Jahren dem „Verein für die Armen“. 1952 wurde der Gasthof für den Kinoneubau abgerissen. Das Kino wurde 1954 eröffnet und schon 1962 wieder geschlossen. Das Haus war schon bei seiner Eröffnung 1954 dem Trend der Zeit entsprechend für Cinemascope- und Breitwandvorführungen geeignet und hatte drei Bildwerfer. Der Eingang lag zwischen zwei Ladengeschäften und nahm die beiden ersten Etagen des Vordergebäudes in Anspruch. Einer Vorhalle mit Sitzgelegenheiten und Verkaufstand folgte die Kassenhalle, die die gleichen Ausmaße hatte und ein freistehendes Kassenhäuschen in der Mitte beherbergte. Das Foyer befand sich wie der Zuschauerraum bereits im hinter dem Haupthaus befindlichen Gebäudeteil. Heute befindet sich dort der Neubau eines Wohnhauses mit einer Sparkassen-Filiale im Erdgeschoss. |
| Schiller-Lichtspiele (Lage)                              | Müllerstraße 36                        | 1912–1981     | Das Kino wurde im Oktober 1912 eröffnet und 1936 auf knapp 600 Plätze erweitert. Nach Beschädigungen im Zweiten Weltkrieg konnte das Kino 1951 wieder eröffnen und blieb bis 1981 in Betrieb. Heute befindet sich dort ein Geschäftshaus mit futuristischer Glasfassade und Ladengeschäft. |
| SİNEMA TRANSTOPIA (Lage)                                 | Lindower Straße 20/22, Haus C          | 2023          | Mit SİNEMA TRANSTOPIA startete bi’bak (Türkisch: Schau mal) 2020 im Haus der Statistik am Alexanderplatz ein Kino-Experiment, das Kino als sozialen Diskursraum und als Ort des Austauschs und der Solidarität versteht. An seinem neuen Standort in Berlin-Wedding wird SİNEMA TRANSTOPIA als transnationaler Raum für Filmkultur, Kunst, Wissen und Nachbarschaft verstetigt und schlägt eine Brücke zwischen Stadtraum und Film als kultureller Praxis. |
| Sparr-Lichtspiele (L.B.B. am Sparrplatz) (Lage)          | Sparrstraße 18                         | 1911–1969     | Die Sparr-Lichtspiele wurden 1925 eröffnet und bestanden bis 1969. Doch auch schon zuvor gab es ab ca. 1911 Filmvorführungen als Ladenkino. LBB stand anfangs wohl für Licht-Bild-Bühne. Das Kino befand sich im Eckhaus Sparrstraße 18 / Sprengelstraße 47. Heute befindet sich dort ein Ladeneinbau im Erdgeschoss. |
| Sputnik (Momo, Maxim;Clou) (Lage)                        | Reinickendorfer Straße 113             | 1952–1998     | 1954 eröffnete das Clou-Filmtheater im Hinterhof des Hauses Reinickendorfer Straße 113, das durch den Umbau einer Magazinhalle nach Plänen von Gustav Genz entstand. Ende der 1970er Jahre kaufte Kazim Ismailcebi das Kino und betrieb es bis 1984 unter dem Namen Momo bzw. Maxim, er zeigte größtenteils türkische Filme. Zum 1. Juni 1984 eröffnete es als Sputnik neu, nachdem Anna Fuchs, Hans Habiger, Stefan Arndt und Madeleine Bernstorff das Kino übernommen hatten. 1991 wurde das Kino unter Denkmalschutz gestellt und 1998 geschlossen. Der Kinosaal wurde im Juli 2006 (trotz Denkmalschutz) abgerissen, erhalten ist nur noch der Hofdurchgang mit den ehemaligen Programmkästen. |
| Thalia (Leopold-Lichtspiele) (Lage)                      | Maxstraße 15                           | 1912–1961     | Das Ladenkino bestand von 1912 bis 1961. Heute findet man ein Wohnhaus mit Eckkneipe und Ladeneinbau im Erdgeschoss. |
| Theater des Weddings (Lage)                              | Sellerstraße 35 / Müllerstraße 182/183 | 1910–1962     | Das ehemalige Rex-Atelier (Filmstudio) von Alfred Duskes wurde schon bald als Kino mit etwa 600 Sitzplätzen genutzt. In den 1930er Jahren wurde die Fassade renoviert und Veränderungen im Innenraum vorgenommen. Den Zweiten Weltkrieg überstand das Theater nahezu unbeschadet, musste jedoch als Grenzkino 1962 schließen. Sein Abriss erfolgte im August 1973. Heute steht ein prächtiges Gebäude des Schering-Konzerns an dieser Stelle. Das Eckgebäude Seller-/Müllerstraße wurde auch als Wedding-Palast bezeichnet, im gleichen Haus befand sich auch ein Konzert-Cafe. Das Rex-Atelier in einem Haus im Hinterhof existierte noch bis 1931. „Die groß und gewaltig angelegte Front konnte nicht den gewollten imposanten Eindruck hervorrufen, da die Arbeiten noch nicht vollständig ausgeführt wurden. An der Tür stehen diensteifrig Pagen in schmucker Uniform, wie bei den bekannten 5 U.T. Theatern, wie denn überhaupt viel Gutes davon nachgebildet wurde, unter anderem die rote Bodenbeleuchtung. Das gesamte Theater mit seinem Weiß, seiner fast zu splendiden Beleuchtung, den diskret und angenehm wirkenden grünen Seitenlichtern und dem prächtigen Stuck macht einen vornehmen guten Eindruck. Äußerst geschickt ist der Orchesterraum unter der Bühne mit seiner Bogenteilung architektonisch behandelt worden. Das Orchester steht unter der Leitung des Dirigenten Neumann, er hat ein Weihnachtsbild – „Die kleine Streichholzverkäuferin“ – wunderhübsch begleitet. Das eingeladene Publikum kam zu zahlreich und war nicht geschickt genug ausgewählt. Man darf zu einer Gästevorstellung, wo sich jeder nach Belieben seinen Platz wählt, nicht alle Gesellschaftsschichten und Stände einladen. Das norddeutsche Publikum besteht aus Klassen und ist nicht so vorurteilslos wie beispielsweise im Münchner Hofbräuhaus. […] Weit in den Saal hinein schiebt sich der Rang, der in seiner Geräumigkeit sehr viel Platz bietet. Oben ist auch ein sehr hübsch ausgelegtes Foyer, das mit seinen schicken Korbmöbeln zum behanglichen Verweilen einlädt […] Bemerkenswert ist im Übrigen, daß das ganze fünfstöckige Haus im Dienste des Kinos steht, denn über dem Theater ist ein kinematographisches Aufnahmeatelier, welches in seiner Geräumigkeit und zwei Etagen Höhe das größte und schönste Kinoatelier von ganz Deutschland ist. Hier können mit Leichtigkeit die Deckendurchbrüche, zum Hotel-Szenen die Treppen-Episoden und bei Detektivilmen die spannenden Geheimkellerklappen in Aktion treten“ |
| Tivoli (Virchow-Lichtspiele) (Lage)                      | Triftstraße 46                         | 1913–1961     | Bei diesem Kino handelte es sich vermutlich um ein Ladenkino, das von 1913 bis 1961 mit Unterbrechung existiert haben soll. (1913–1939; 1946–1961 Gebäude erhalten, Nutzung als Lager). Heute findet man in der Triftstraße 46 ein Wohnhaus mit Ladeneinbau im Erdgeschoss. |
| Tivoli-Lichtspieltheater (Lage)                          | Müllerstraße 153a–154                  | 1907–1923     | In der Müllerstraße 153a/154 Ecke Luxemburgstraße befand sich das Café Luxemburg und die Badeanstalt Thierbach (Schillerbad), das Haus liegt in der Nähe des Leopoldplatzes. Der angeschlossene Saal trug den Namen Tivoli. Heute befindet sich dort das Leopold-Center. |
| Valencia Film-Palast (Lage)                              | Kameruner Straße 4                     | 1953–1964     | 1953 war ein Jahr des Kinobooms im bevölkerungsreichen Berliner Bezirk Wedding. Innerhalb weniger Wochen erfolgte die Wiedereröffnung des Alhambra und die Neueröffnung der Clou-Lichtspiele sowie des Valencia. Der Rang des Kinos war zu beiden Seiten bis ins Parkett gezogen, auch auf den Treppen befanden sich Sitzplätze. Die Leinwand hatte die ungewöhnlichen Ausmaße von 8 m × 10 m, die roten Kunstledersitze waren mit Schaumstoff gepolstert. Als Eröffnungsfilm lief Der Freibeuter. Das Kino bestand von Dezember 1953 bis 1964. Das Gebäude ist leider nicht erhalten, hier befindet sich der Neubau eines Wohnhauses. „Noch heute schwärmen Experten von der optimalen Verbindung von Raumdesign und Funktionalität. Das nützte jedoch nichts, das Lichtspielhaus schloss bereits 11 Jahre später und wurde danach abgerissen. Ebenfalls im Wedding, von der Alhambra nur ein Häuserviertel weit entfernt, ist in südlicher Schönheit Valencia entstanden. Besitzer des Hauses sind Georg Becker und Friedrich Lachheim. Beachtlich ist die von Gustav Klöhn gestaltete Innenarchitektur: aus dem Parkett, kurz vor der Bühne beginnend, schwingt sich wie ein Regenbogen der Rang, ein kühner, aber bestechender und einleuchtender Entwurf. Die leicht gekrümmte Leinwand, sechs mal acht Meter groß, gestattet eine plastisch wirkende Wiedergabe. Die gelbe, federnde Wandbespannung ist in große Würfel aufgeteilt und gibt dem mit roten Schaumgummisesseln (930) ausgestatteten Raum etwas Anheimelndes. UFA-Handel lieferte auch hier die technische Ausrüstung“. (Der neue Film 7/1954) |
| Virchow-Kino (Lage)                                      | Triftstraße 37                         | 1911–1917     | Bei diesem Kino handelte es sich vermutlich um ein Ladenkino, das ca. von 1911 bis 1917 existiert haben soll. (1911–1917 Gebäude erhalten, Kino zerstört). Heute findet man in der Triftstraße 37 Ecke Torfstraße 16a am Augustenburger Platz ein Wohnhaus mit Ladeneinbau im Erdgeschoss. |
| Welt-Theater (Lage)                                      | Müllerstraße 7 (6)                     | 1905–1944     | Das Haus Müllerstraße 6 befand sich an der Ecke zur Fennstraße 4 am Weddingplatz. Seit 1905 wurden hier schon Filme vorgeführt. Es war das erste ortsfeste Kino im Wedding. Seit 1922 erschien der Eintrag Welttheater Lichtspiele GmbH im Berliner Adressbuch in der Müllerstraße 7 im Haus daneben. Der Saalbau wurde im Zweiten Weltkrieg zerstört. Im Haus Müllerstraße 6 befand sich ursprünglich das Palais Fürst Blücher mit Tanzlokal. 1883 wurde daraus ein Vereinshaus mit Versammlungssaal der Berliner Stadtmission und dem Beinamen „Schrippenkirche“. 1902 zog die Gemeinde in die Ackerstraße um. In der Müllerstraße 6 befand sich später das Kaffeehaus Continental und das Welt-Theater. In der Müllerstraße 7 befand sich das Gesellschaftshaus Wedding von Gustav Milbrodt, das auch über einen schönen Saal verfügte. Vermutlich befand sich das Kino die ganze Zeit in diesem Saal auf dem Hofgrundstück, verlegte nur ca. 1920 den Eingang in Nr. 7. Laut Kinoarchitektur in Berlin bestand das Kino in der Müllerstraße 6 von 1906 bis 1921 und das Kino in der Müllerstraße 7 von 1905 bis zum Zweiten Weltkrieg. Das Haus Müllerstraße 6 existiert noch, in der Müllerstraße 7 befindet sich ein Parkhaus. |